# 西島助義
西島 助義（にしじま すけよし、1847年10月11日（弘化4年9月3日） - 1933年（昭和8年）2月8日）は、日本の陸軍軍人。通称は吉太郎。陸軍中将正二位勲一等功二級男爵。

## 略歴
1847年、長州藩士の子弟として生まれる。戊辰戦争には分隊長として出征した。
維新後の1873年（明治6年）2月、陸軍少尉に任官。1874年（明治7年）2月、佐賀の乱では反乱軍の捕虜となる。1893年（明治26年）2月、歩兵第11連隊長として日清戦争に出征。1894年（明治27年）11月に歩兵大佐、1896年（明治29年）12月に歩兵第44連隊長、1897年（明治30年）2月に陸軍教導団長、1898年（明治31年）3月には陸軍少将に昇進して歩兵第24旅団長、1900年（明治33年）1月には台湾守備混成第3旅団長をつとめた。
1902年（明治35年）2月、歩兵第7旅団長として日露戦争に出征。南山の戦いや得利寺の戦い、大石橋の戦い、遼陽会戦に参戦する。1904年（明治37年）9月には陸軍中将に進み、西寛二郎大将に代って第2師団長として奉天会戦を戦った。
1905年（明治38年）5月に勲一等瑞宝章、1906年（明治39年）4月には勲一等旭日大綬章を授けられた。同年7月、第6師団長。1907年（明治40年）9月21日、日清・日露戦役における軍功により男爵を授けられる。1909年（明治42年）9月に休職し、1911年（明治44年）9月、後備役に編入となった。1916年（大正5年）4月1日に退役した。
1933年（昭和8年）2月、死去。享年85。

## 栄典
位階
- 1885年（明治18年）7月25日 - 従六位[2]
- 1892年（明治25年）3月28日 - 正六位[3]
- 1895年（明治28年）2月13日 - 従五位[4]
- 1898年（明治31年）4月30日 - 正五位[5]
- 1903年（明治36年）5月30日 - 従四位[6]
- 1905年（明治38年）6月9日 - 正四位[7]
- 1908年（明治41年）7月10日 - 従三位[8]
- 1909年（明治42年）9月20日 - 正三位[9]
- 1932年（昭和7年）10月15日 - 正二位[10]

勲章等
- 1894年（明治27年）5月29日 - 勲三等瑞宝章[11]
- 1895年（明治28年）
  - 10月18日 - 功四級金鵄勲章・旭日中綬章[12]
  - 11月18日 - 明治二十七八年従軍記章[13]
- 1901年（明治34年）5月31日 - 勲二等瑞宝章[14]
- 1905年（明治38年）5月30日 - 勲一等瑞宝章[15]
- 1906年（明治39年）4月1日 - 功二級金鵄勲章・旭日大綬章・明治三十七八年従軍記章[16]
- 1907年（明治40年）9月21日 - 男爵[17]
- 1915年（大正4年）11月10日 - 大礼記念章[18]

## 乃木希典についての証言
- 後年、西南戦争後の乃木希典による自殺未遂事件について述べている。戦後、乃木は敵方に軍旗を奪われた不祥事を悔いていたが、ある時、乃木が割腹しようとする場を目撃した西島は、居合わせた児玉源太郎とともに必死に説得して自殺を止めさせた。この事件は3人だけの秘密となったが、明治天皇に殉死した乃木の死後、西島は「児玉も既に死したから、今さら秘密にすることはなかろう。」として秘話を後世に伝えている[要出典]。